# جان ال. میچل
جان ال. میچل (به انگلیسی: John L. Mitchell) سناتور سابق عضو حزب دموکرات ایالات متحده آمریکا بود. وی در سال ۱۸۹۳ تا ۱۸۹۹ میلادی سناتور ایالت ویسکانسین در سنای ایالات متحده آمریکا بود.